# Schlatt, Vöcklabruck
Schlatt là một đô thị thuộc huyện Vöcklabruck thuộc bang Oberösterreich, Áo. Đô thị Schlatt, Vöcklabruck có diện tích 11 km², dân số thời điểm năm 2006 là 409 người.